# Ветлужский район
Ветлу́жский райо́н — административно-территориальное образование (район) в Нижегородской области России. В рамках организации местного самоуправления ему соответствует Ветлужский муниципальный округ (с 2004 до 2022 гг. — муниципальный район).
Административный центр — город Ветлуга.

## География
Ветлужский район расположен в северной части Нижегородской области, граничит с Варнавинским районом, Уренским муниципальным округом, городским округом городом Шахуньей Нижегородской области, а также с Костромской областью.
Площадь района — 2992,37 км².

### Климат
Климат района умеренно континентальный, с холодной, довольно снежной, зимой и тёплым коротким летом. Средняя годовая температура воздуха равна +3,3 °C. Самый холодный месяц в году — январь со средней температурой −13 °C с понижением в разные годы до −48 °C, самый тёплый месяц года — июль, средняя температура воздуха равна +18 °C, максимальная температура в отдельные годы до +36 °C. Осадков в среднем выпадает 550—600 миллиметров в год.

## История
Ветлужская земля расположена на западе марийского края и имеет богатое историческое прошлое, см. История Поветлужья.
Город Ветлуга берёт своё начало от деревни Щулепниково, первое упоминание о которой в истории относится к 1606 году, позднее в начале XVIII века переименовано в село Верхнее Воскресенское. При усовершенствовании административного деления России, когда создавались новые уездные центры, по рекомендации действительного тайного советника генерал-губернатора Алексея Петровича Мельгунова, 5 сентября 1778 года высочайшим указом императрицы Екатерины II селу был присвоен статус уездного города Ветлуга Костромского наместничества и утверждён герб «в первой части щита часть герба Костромского: в голубом поле корма галерная с тремя фонарями и опущенными лестницами; во второй части, в серебряном поле — куст дерева ветлы, означающий имя сего города».
С 1779 года Ветлуга — центр одного из обширнейших уездов Костромского наместничества, затем Костромской губернии. В него входили современные Пыщугский, Шарьинский и Поназыревский районы Костромской области, Тоншаевский, Шахунский, Ветлужский и часть Варнавинского района Нижегородской области. С 1922 года Ветлуга стала районным центром Нижегородской губернии, а затем Горьковского края и области.
15 ноября 1957 года к Ветлужскому району был присоединён Калининский район.
С 2004 по 2022 год на территории района располагалось муниципальное образование Ветлужский муниципальный район, преобразованное затем в муниципальный округ.

## Население
| 1939    | 1959    | 1970    | 1979    | 1989    | 2002    | 2008    | 2009    | 2010    |
| ------- | ------- | ------- | ------- | ------- | ------- | ------- | ------- | ------- |
| 61 392  | ↘46 452 | ↘32 460 | ↘25 835 | ↘22 559 | ↘18 902 | ↘17 100 | ↘17 023 | ↘16 330 |
| 2011    | 2012    | 2013    | 2014    | 2015    | 2016    | 2017    | 2018    | 2019    |
| ↘16 315 | ↘15 983 | ↘15 695 | ↘15 396 | ↘15 182 | ↘14 970 | ↘14 848 | ↘14 670 | ↘14 488 |
| 2020    | 2021    |         |         |         |         |         |         |         |
| ↘14 236 | ↘13 019 |         |         |         |         |         |         |         |

### Урбанизация
Городское население (город Ветлуга и рабочий посёлок Рабочий посёлок имени М. И. Калинина) составляет 72,54 % от всего населения района.

### Национальный состав
Более 98 % населения Ветлужского района — русские; менее 1 % — украинцы, белорусы, марийцы, татары и чуваши.

## Административно-муниципальное устройство
В Ветлужский район, в рамках административно-территориального устройства области, входят 9 административно-территориальных образований, в том числе 1 город районного значения, 1 рабочий посёлок и 7 сельсоветов.
| № | Административно-территориальное (муниципальное) образование | Административный центр               | Количество населённых пунктов | Население (чел.) | Площадь (км²) |
| - | ----------------------------------------------------------- | ------------------------------------ | ----------------------------- | ---------------- | ------------- |
| 1 | город Ветлуга                                               | город Ветлуга                        | 1                             | ↘7681            | 18,22         |
| 2 | рабочий посёлок имени М. И. Калинина                        | рабочий посёлок имени М. И. Калинина | 1                             | ↘1763            | 10,30         |
| 3 | Волыновский сельсовет                                       | село Волынцы                         | 27                            | ↘772             | 398,90        |
| 4 | Крутцовский сельсовет                                       | деревня Крутцы                       | 16                            | ↘599             | 319,01        |
| 5 | Макарьевский сельсовет                                      | деревня Пустошь                      | 40                            | ↗914             | 673,00        |
| 6 | Мошкинский сельсовет                                        | село Стрелица                        | 21                            | ↘458             | 750,44        |
| 7 | Новоуспенский сельсовет                                     | село Новоуспенское                   | 7                             | ↘188             | 144,00        |
| 8 | Проновский сельсовет                                        | село Новопокровское                  | 11                            | ↘392             | 471,64        |
| 9 | Туранский сельсовет                                         | село Турань                          | 14                            | ↘252             | 206,86        |

Законом Нижегородской области от 12 сентября 2000 года были упразднены муниципальные образования на территориях посёлков и сельсоветов в Ветлужском районе: посёлок им. М. И. Калинина, Белышевский сельсовет, Волыновский сельсовет, Галкинский сельсовет, Крутцовский сельсовет, Макарьевский сельсовет, Микрихинский сельсовет, Мошкинский сельсовет, Новоуспенский сельсовет, Проновский сельсовет, Скулябихинский сельсовет, Туранский сельсовет.
К 2009 году в Ветлужский район первоначально входили 11 сельсоветов. В рамках организации местного самоуправления в 2004—2009 гг. в существовавший в этот период Ардатовский муниципальный район входили соответственно 11 муниципальных образований со статусом сельских поселений.
Законом Нижегородской области от 28 августа 2009 года были упразднены:
- Белышевский сельсовет — включён в Волыновский сельсовет;
- Микрихинский сельсовет — включён в Макарьевский сельсовет;
- Галкинский и Скулябихинский сельсоветы — включены в Мошкинский сельсовет.

Законом от 12 апреля 2022 года Ветлужский муниципальный район и все входившие в его состав поселения были упразднены и объединены в Ветлужский муниципальный округ.

## Населённые пункты
В Ветлужском районе 138 населённых пунктов, в том числе два городских населённых пункта — город и посёлок городского типа (рабочий посёлок) — и 136 сельских населённых пунктов.
| №   | Населённый пункт     | Тип             | Население | Административно-территориальное (муниципальное) образование |
| --- | -------------------- | --------------- | --------- | ----------------------------------------------------------- |
| 1   | Ветлуга              | город           | ↘7681     | город Ветлуга                                               |
| 2   | имени М. И. Калинина | рабочий посёлок | ↘1763     | рабочий посёлок имени М. И. Калинина                        |
| 3   | Алёшиха              | деревня         | ↘13       | Макарьевский сельсовет                                      |
| 4   | Аманово              | деревня         | ↘1        | Макарьевский сельсовет                                      |
| 5   | Андрейково           | деревня         | ↘14       | Макарьевский сельсовет                                      |
| 6   | Антониха             | деревня         | ↘0        | Туранский сельсовет                                         |
| 7   | Афимино              | деревня         | ↗63       | Макарьевский сельсовет                                      |
| 8   | Афониха              | деревня         | ↗5        | Крутцовский сельсовет                                       |
| 9   | Бажениха             | деревня         | ↘0        | Волыновский сельсовет                                       |
| 10  | Баковское            | деревня         | ↘2        | Проновский сельсовет                                        |
| 11  | Бараниха             | деревня         | ↗47       | Мошкинский сельсовет                                        |
| 12  | Белышево             | село            | ↗303      | Волыновский сельсовет                                       |
| 13  | Бердничата           | деревня         | ↘23       | Проновский сельсовет                                        |
| 14  | Березники            | деревня         | →4        | Волыновский сельсовет                                       |
| 15  | Большая Микриха      | деревня         | ↘8        | Макарьевский сельсовет                                      |
| 16  | Большая Мяссиха      | деревня         | ↘20       | Волыновский сельсовет                                       |
| 17  | Борок                | посёлок         | ↘9        | Мошкинский сельсовет                                        |
| 18  | Бурдуково            | деревня         | ↘12       | Мошкинский сельсовет                                        |
| 19  | Валово               | деревня         | ↗8        | Макарьевский сельсовет                                      |
| 20  | Варакшата            | деревня         | ↘4        | Проновский сельсовет                                        |
| 21  | Великуша             | деревня         | ↘3        | Туранский сельсовет                                         |
| 22  | Вознесенье           | село            | ↘15       | Крутцовский сельсовет                                       |
| 23  | Волково              | деревня         | ↘0        | Мошкинский сельсовет                                        |
| 24  | Волокитиха           | деревня         | →0        | Волыновский сельсовет                                       |
| 25  | Волынцы              | село            | ↘233      | Волыновский сельсовет                                       |
| 26  | Галкино              | деревня         | ↘119      | Мошкинский сельсовет                                        |
| 27  | Георгиевское         | деревня         | →0        | Волыновский сельсовет                                       |
| 28  | Глушка               | деревня         | ↘8        | Макарьевский сельсовет                                      |
| 29  | Глущиха              | деревня         | ↘20       | Крутцовский сельсовет                                       |
| 30  | Голохвастиха         | деревня         | ↘0        | Крутцовский сельсовет                                       |
| 31  | Голуби               | деревня         | ↗3        | Волыновский сельсовет                                       |
| 32  | Голубиха             | посёлок         | ↘18       | Мошкинский сельсовет                                        |
| 33  | Горелая              | деревня         | →2        | Макарьевский сельсовет                                      |
| 34  | Гудки                | деревня         | →0        | Волыновский сельсовет                                       |
| 35  | Долгий Мост          | деревня         | ↘11       | Туранский сельсовет                                         |
| 36  | Ефаниха              | деревня         | ↘25       | Макарьевский сельсовет                                      |
| 37  | Жарнава              | деревня         | ↘1        | Мошкинский сельсовет                                        |
| 38  | Заганиха             | деревня         | ↗30       | Крутцовский сельсовет                                       |
| 39  | Загатино             | деревня         | ↘11       | Макарьевский сельсовет                                      |
| 40  | Звягино              | деревня         | ↘10       | Туранский сельсовет                                         |
| 41  | Зиновиха             | деревня         | ↘16       | Макарьевский сельсовет                                      |
| 42  | Золотое              | деревня         | ↘7        | Новоуспенский сельсовет                                     |
| 43  | Иваново              | деревня         | ↘17       | Мошкинский сельсовет                                        |
| 44  | Иванчиха             | деревня         | ↘45       | Мошкинский сельсовет                                        |
| 45  | Ивняжная             | деревня         | ↘2        | Туранский сельсовет                                         |
| 46  | Ионово               | деревня         | ↘21       | Мошкинский сельсовет                                        |
| 47  | Исаиха               | деревня         | ↘4        | Крутцовский сельсовет                                       |
| 48  | Каменка              | деревня         | ↘18       | Крутцовский сельсовет                                       |
| 49  | Капраниха            | деревня         | ↘0        | Проновский сельсовет                                        |
| 50  | Каркалово            | деревня         | ↘1        | Проновский сельсовет                                        |
| 51  | Катунино             | деревня         | ↗12       | Волыновский сельсовет                                       |
| 52  | Козлиха              | деревня         | ↘3        | Волыновский сельсовет                                       |
| 53  | Коллектив            | деревня         | ↗3        | Проновский сельсовет                                        |
| 54  | Колосиха             | деревня         | ↘0        | Макарьевский сельсовет                                      |
| 55  | Копотиха             | деревня         | ↘4        | Макарьевский сельсовет                                      |
| 56  | Костливое            | деревня         | ↘4        | Макарьевский сельсовет                                      |
| 57  | Кривошеиха           | деревня         | ↘3        | Макарьевский сельсовет                                      |
| 58  | Круглая              | деревня         | →19       | Туранский сельсовет                                         |
| 59  | Крутцы               | деревня         | ↗590      | Крутцовский сельсовет                                       |
| 60  | Крутцы               | деревня         | ↘5        | Новоуспенский сельсовет                                     |
| 61  | Кузнечиха            | деревня         | ↘60       | Туранский сельсовет                                         |
| 62  | Кулемиха             | деревня         | ↗9        | Макарьевский сельсовет                                      |
| 63  | Куличиха             | деревня         | ↘155      | Волыновский сельсовет                                       |
| 64  | Куницыно             | деревня         | ↘0        | Волыновский сельсовет                                       |
| 65  | Курилово             | деревня         | ↘0        | Макарьевский сельсовет                                      |
| 66  | Курляпшиха           | деревня         | ↘1        | Новоуспенский сельсовет                                     |
| 67  | Маевка               | деревня         | ↘8        | Крутцовский сельсовет                                       |
| 68  | Макарьевское         | село            | ↘9        | Макарьевский сельсовет                                      |
| 69  | Малая Мяссиха        | деревня         | ↗92       | Волыновский сельсовет                                       |
| 70  | Маркуша              | деревня         | ↘189      | Макарьевский сельсовет                                      |
| 71  | Махони               | деревня         | ↘128      | Волыновский сельсовет                                       |
| 72  | Медведово            | деревня         | ↘0        | Волыновский сельсовет                                       |
| 73  | Медведовское         | деревня         | →0        | Проновский сельсовет                                        |
| 74  | Минино               | деревня         | ↘44       | Макарьевский сельсовет                                      |
| 75  | Мокруша              | деревня         | ↘0        | Волыновский сельсовет                                       |
| 76  | Морозиха             | деревня         | ↘40       | Крутцовский сельсовет                                       |
| 77  | Морчиха              | деревня         | ↘26       | Волыновский сельсовет                                       |
| 78  | Мостовая             | деревня         | ↘0        | Проновский сельсовет                                        |
| 79  | Мотово               | деревня         | ↘3        | Туранский сельсовет                                         |
| 80  | Мошкино              | деревня         | ↘203      | Мошкинский сельсовет                                        |
| 81  | Нестериха            | деревня         | ↘19       | Макарьевский сельсовет                                      |
| 82  | Нижнее Кривцово      | деревня         | ↗6        | Макарьевский сельсовет                                      |
| 83  | Нижняя Слудка        | деревня         | ↘1        | Макарьевский сельсовет                                      |
| 84  | Новопокровское       | село            | ↘473      | Проновский сельсовет                                        |
| 85  | Новоселиха           | деревня         | ↘4        | Крутцовский сельсовет                                       |
| 86  | Новоуспенское        | село            | ↘259      | Новоуспенский сельсовет                                     |
| 87  | Нориха               | деревня         | ↘8        | Макарьевский сельсовет                                      |
| 88  | Орлиха               | деревня         | ↘0        | Туранский сельсовет                                         |
| 89  | Осиновка             | деревня         | ↘2        | Новоуспенский сельсовет                                     |
| 90  | Осотово              | деревня         | →6        | Волыновский сельсовет                                       |
| 91  | Панфилиха            | деревня         | ↗149      | Макарьевский сельсовет                                      |
| 92  | Пахтусиха            | деревня         | ↘39       | Туранский сельсовет                                         |
| 93  | Пегариха             | деревня         | ↗13       | Макарьевский сельсовет                                      |
| 94  | Пескуша              | деревня         | →0        | Проновский сельсовет                                        |
| 95  | Печуриха             | деревня         | ↘2        | Мошкинский сельсовет                                        |
| 96  | Погорелка            | деревня         | →0        | Крутцовский сельсовет                                       |
| 97  | Погорелка            | деревня         | ↘4        | Макарьевский сельсовет                                      |
| 98  | Полома               | деревня         | ↘6        | Мошкинский сельсовет                                        |
| 99  | Поломка              | деревня         | ↘0        | Волыновский сельсовет                                       |
| 100 | Пономарица           | деревня         | ↘21       | Мошкинский сельсовет                                        |
| 101 | Потешиха             | деревня         | →0        | Макарьевский сельсовет                                      |
| 102 | Прониха              | деревня         | ↘23       | Проновский сельсовет                                        |
| 103 | Пудиха               | деревня         | ↘0        | Крутцовский сельсовет                                       |
| 104 | Пустошь              | деревня         | ↘176      | Макарьевский сельсовет                                      |
| 105 | Раздерягино          | деревня         | →53       | Макарьевский сельсовет                                      |
| 106 | Рязанка              | посёлок         | ↘0        | Мошкинский сельсовет                                        |
| 107 | Рязаново             | деревня         | ↘28       | Мошкинский сельсовет                                        |
| 108 | Сежа                 | деревня         | ↘10       | Мошкинский сельсовет                                        |
| 109 | Семенчиха            | деревня         | ↘35       | Туранский сельсовет                                         |
| 110 | Сергино              | деревня         | ↗13       | Макарьевский сельсовет                                      |
| 111 | Скрябино             | деревня         | ↘192      | Макарьевский сельсовет                                      |
| 112 | Скулябиха            | деревня         | ↘177      | Мошкинский сельсовет                                        |
| 113 | Солоница             | деревня         | ↘0        | Туранский сельсовет                                         |
| 114 | Сосновка             | деревня         | ↘54       | Туранский сельсовет                                         |
| 115 | Спасское             | село            | →1        | Макарьевский сельсовет                                      |
| 116 | Стешиха              | деревня         | ↘1        | Новоуспенский сельсовет                                     |
| 117 | Стрелица             | село            | ↘36       | Мошкинский сельсовет                                        |
| 118 | Тимофеево            | деревня         | ↘0        | Волыновский сельсовет                                       |
| 119 | Токариха             | деревня         | ↘8        | Волыновский сельсовет                                       |
| 120 | Токариха             | деревня         | ↘15       | Новоуспенский сельсовет                                     |
| 121 | Турань               | село            | ↗168      | Туранский сельсовет                                         |
| 122 | Тщаница              | деревня         | ↘0        | Макарьевский сельсовет                                      |
| 123 | Урюпино              | деревня         | ↘1        | Волыновский сельсовет                                       |
| 124 | Усолье               | деревня         | ↘74       | Мошкинский сельсовет                                        |
| 125 | Федоровское          | деревня         | ↘26       | Крутцовский сельсовет                                       |
| 126 | Хвастово             | деревня         | ↘2        | Крутцовский сельсовет                                       |
| 127 | Хохониха             | деревня         | ↘0        | Макарьевский сельсовет                                      |
| 128 | Ченебечиха           | деревня         | →0        | Макарьевский сельсовет                                      |
| 129 | Чернава              | деревня         | ↘0        | Волыновский сельсовет                                       |
| 130 | Чудиха               | деревня         | ↘1        | Волыновский сельсовет                                       |
| 131 | Чухломка             | деревня         | ↗33       | Макарьевский сельсовет                                      |
| 132 | Шарапиха             | деревня         | ↘4        | Макарьевский сельсовет                                      |
| 133 | Шашино               | деревня         | ↘0        | Макарьевский сельсовет                                      |
| 134 | Шилиха               | деревня         | ↘0        | Мошкинский сельсовет                                        |
| 135 | Шишкино              | деревня         | ↘0        | Макарьевский сельсовет                                      |
| 136 | Шумилово             | деревня         | ↘23       | Волыновский сельсовет                                       |
| 137 | Юриха                | деревня         | ↘1        | Волыновский сельсовет                                       |
| 138 | Якутино              | деревня         | ↘1        | Крутцовский сельсовет                                       |

### Упразднённые населённые пункты
- Александрово
- 2004 год — деревни Амбариха, Рогово Белышевского сельсовета, деревни Денисово, Замятино, Ложечная Волыновского сельсовета, деревню Заполица Крутцовского сельсовета, деревню Осетриха Макарьевского сельсовета, деревни Ляпоухово, Малая Микриха Микрихинского сельсовета, деревни Вахрамеиха, Комары Мошкинского сельсовета, деревни Аладиха, Солодениха Новоуспенского сельсовета, деревню Мариновское Проновского сельсовета, деревню Мишино Скулябихинского сельсовета[30]

## Экономика района
Промышленность
Промышленный сектор экономики района представлен следующими предприятиями:
- ОАО «Ветлугахлеб» (выпуск хлеба и хлебобулочных изделий),
- МУП «Агрофирма-Ветлуга» (переработка мяса, производство колбасных и хлебобулочных изделий),

Сельское хозяйство
Основные отрасли сельскохозяйственного производства — растениеводство и животноводство молочно-мясного направления.
- СПК «Новопокровский»,
- СПК «Прогресс»,
- СПК "Искра

Ресурсы
Общая площадь лесов Ветлужского района составляет 225 тысяч гектар, лесистость района — 72 %. Общий запас древесины — 35 млн м³, из него спелая и перестойная 6 млн м³, в том числе хвойных пород — 2 млн м³.
Среди месторождений полезных ископаемых на территории района имеются запасы глины и торфа, подземные озера лечебно-столовой воды. Месторождение глины для производства кирпича располагается на площади 31 000 м² с полезной толщей 96 000 м³. Запасы торфа на территории района превышают 22 млн тонн.
В районе имеются 5 минерализованных источников подземных вод. На базе скважины № 2 в Ветлуге производится розлив минеральной воды «Ветлужская», имеющей химический состав: сульфаты, кальций, гидрокарбонаты, хлориды, калий; минерализация — 2,8—5,2 г/дм³.
Транспорт
Протяжённость автомобильных дорог с твёрдым покрытием на территории района превышает 312 километров. В меридиональном направлении район пересекает автотрасса регионального значения Урень — Котлас. Кроме этого, район имеет прямое сообщение с Шахунским и Варнавинским районами. Все вышеизложенное способствует развитию торгово-экономических связей не только с районами Нижегородщины, но и с территориями Костромской, Кировской и Вологодской областей. Протяжённость автобусных маршрутных линий: городские — 19,3 километра; пригородные — 413,1 километра; междугородние — 141,3 километр.

## Культура и образование
В районе насчитывается 16 школ, из них 9 средних образовательных, 4 основных образовательных, 1 начальная, 1 начальная школа—детский сад, 1 специальная (коррекционная) школа—интернат, а также имеется 13 дошкольных образовательных учреждений.
В районе работают Ветлужский и Калининский дома детского творчества, центр детского технического творчества, детско-юношеский клуб физической подготовки.
В Ветлуге действуют Екатерининская и Троицкая церковь, в посёлке имени Калинина — православная религиозная община во имя Преподобного Серафима Саровского, в селе Турани — Георгиевская церковь.

## Лечебные учреждения
В больничный комплекс Ветлужского района входят:
- Ветлужская центральная районная больница на 225 коек;
- Калининская поселковая больница на 10 коек;
- Стрелицкая участковая больница;
- Новопокровская врачебная амбулатория;
- Белышевская врачебная амбулатория;
- 8 фельдшерско-акушерских пунктов и 7 фельдшерских пунктов;
- Противотуберкулезный санаторий «Ветлужский» на 25 коек. (организация ликвидирована)

## Люди, связанные с Ветлужским районом
- Бусыгин, Александр Харитонович (1907—1985) — кузнец Горьковского автомобильного завода, зачинатель стахановского движения в машиностроении. Герой Социалистического Труда (1975). (деревня Колеватовское).
- Вихорев, Александр Иванович  (1907 — 1984) — советский военный политработник, генерал-майор авиации. (деревня  Колосиха).